# Prithipal Singh
Prithipal Singh (ur. 28 stycznia 1932 w Nankana Sahib, zm. 20 maja 1983 w Ludhijanie) – indyjski hokeista na trawie. Trzykrotny medalista olimpijski.
Był sikhem. Brał udział w trzech igrzyskach (IO 60, IO 64, IO 68), za każdym razem zdobywając medale. Z dorobkiem jednego złotego, jednego srebrnego oraz jednego brązowego medalu jest jednym z najbardziej utytułowanych hokeistów w historii olimpiad. Występował w obronie. W reprezentacji debiutował w 1958. Specjalizował się w zdobywaniu bramek po tzw. krótkim rogu, w trzech turniejach olimpijskich zdobył ich 22. Był srebrnym medalistą igrzysk azjatyckich w 1962 i złotym w 1966. Pełnił funkcję kapitana zespołu.
Za swe osiągnięcia został w roku 1961 został laureatem nagrody Arjuna Award, a w 1967 odznaczony Orderem Padma Shri. Zginął zastrzelony przez swego studenta.